# Neal Shaara
Neal Shaara, conosciuto anche come Thunderbird III, è un personaggio dei fumetti, creato da Chris Claremont (testi) e Leinil Francis Yu (disegni) nel 2000, pubblicato dalla Marvel Comics. La sua prima apparizione avvenne in X-Men (seconda serie) n. 100.
È un pirocineta indiano, che non ha alcun collegamento con il Thunderbird originale a parte il nome. Vegetariano, in origine il suo nome in codice era Agni, in onore del dio del fuoco indiano.

## Biografia del personaggio

### Origini
Neal Shaara proviene da un'influente famiglia di Calcutta, India, dove il padre esercita la professione di capo della polizia. Quando suo fratello Sanjit, giornalista, scomparve, Neal decise di investigare andando contro il volere dell'intera famiglia. A sua insaputa era controllato dalla detective Karima Shapandar, che lo salvò quando venne aggredito da un gruppo di teppisti. I due s'innamorarono e cominciarono una relazione mentre continuavano le ricerche del fratello. Vicini a scoprire la verità, furono catturati dal malvagio Bastion, che progettava di trasformare entrambi in Sentinelle Omega, robot sofisticati con sembianze umane ed il compito di sterminare i mutanti, come aveva già fatto con Sanjit. Lo shock della scoperta della fine del fratello, attivò i poteri mutanti latenti di Neal, che consistevano nella creazione di raffiche di plasma solare e calore.
Sanjit riuscì ad aggirare il programma di Sentinella Omega che gli era stato impiantato, ma venne successivamente ucciso. Durante il processo di trasformazione, Karima disse a Neal di fuggire, poiché una volta completato, lei sarebbe stata costretta ad ucciderlo.

### X-Men
Sperduto ed isolato, con strani poteri che non comprendeva né desiderava, Neal contattò la dottoressa Moira Mac Taggert, vecchia amica di famiglia, e venne invitato sull'isola di Muir. Qui incontrò gli X-Men sotto copertura, che tentavano di fermare Cable quando il suo virus T.O. (tecno-organico) andò fuori controllo. Solamente dopo questo episodio, Neal si unì al team con il nome di Thunderbird. Durante il suo periodo con gli X-Men, si scontrò parecchie volte con Havok, ed ebbe parecchi problemi con se stesso, in quanto la sua volontà di non ferire nessuno contrastava grandemente con la natura offensiva del suo potere. Nel frattempo s'innamorò di Psylocke, mentre questa era sentimentalmente legata ad Angelo. I due infine si lasciarono e Psylocke fu libera di cominciare una relazione con Neal.

### X-Treme X-Men
Thunderbird e cinque altri X-Men formarono un gruppo con l'obiettivo di recuperare i Diari di Destiny, nei quali era riportato il destino dell'umanità. All'inizio di quest'avventura Psylocke fu uccisa del misterioso Vargas, lasciando uno sconsolato Neal in preda ai sensi di colpa.
Per un periodo di tempo Neal lavorò con Alfiere allo scopo di riuscire a controllare il suo potere e durante una lezione scoprì di non riuscire a fondere l'adamantio.
Qualche tempo dopo cominciò una relazione con Heather Cameron. Lei ed il fratello Davis si unirono brevemente agli X-Treme X-Men per fermare l'invasione di Madripoor da parte del conquistare intergalattico Khan. Successivamente lui ed Heather lasciarono il team alla ricerca di Davis.

### X-Corporation
Non avendo ancora ritrovato Slipstream, Heather e Neal si unirono ad X-Corporation. Questa loro breve avventura terminò poco dopo l'M-Day. Thunderbird e Lifeguard furono tra i pochi mutanti a conservare i poteri. Per timore che le sedi di X-Corporation fossero oggetto di attentati, Ciclope decise di chiuderle e richiamare il personale allo Xavier Institute. Non è ancora chiaro se Neal ed Heather hanno deciso di lasciar perdere la ricerca di Davis o se non siano riusciti a trovarlo.

### Al giorno d'oggi
Nei file dei 198, Neal è presente come uno dei pochi mutanti che sono riusciti a conservare i poteri. Soggiorna allo Xavier Institute e continua la sua relazione con Lifeguard. Non è più apparso in nessuna serie dopo la chiusura delle X-Corporation.

## Poteri e abilità
Thunderbird ha il potere di convertire l'energia solare dell'ambiente circostante in raffiche di plasma. Può utilizzare il suo potere per creare sfere esplosive, onde solari, flash abbaglianti e per aumentare la temperatura circostante; può anche incanalare energia propulsiva per volare a velocità supersonica. Inizialmente inesperto nell'uso del suo potere, un intenso allenamento con Psylocke e Alfiere, gli ha garantito una certa dose di controllo su di esso.

## Curiosità sul personaggio
Nell'arco degli anni, tre personaggi hanno preso il nome di battaglia Thunderbird:
- John Proudstar, l'originale Thunderbird. È uno dei primissimi personaggi pellerossa dei fumetti, facente parte della seconda genesi degli X-Men. Il personaggio ebbe vita breve, infatti morì in una delle prime missioni del gruppo.
- James Proudstar, fratello di John, prese brevemente il nome Thunderbird per poi passare al definitivo Warpath.
- Neal Shaara, ultimo Thunderbird in circolazione, fa parte del gruppo mutante degli X-Men.

1. ↑  Il termine volume è usato in lingua inglese, in questo contesto, per indicare le serie, pertanto Vol. 1 sta per prima serie, Vol. 2 per seconda serie e così via.